# ГЕС Кампус-Новус
ГЕС Кампус-Новус (порт. Usina Hidrelétrica de Campos Novos) — гідроелектростанція на південному сході Бразилії у штаті Санта-Катарина. Знаходячись після ГЕС Гарібальді, входить до складу каскаду на річці Каноас, яка є правим витоком Уругваю. При цьому нижче за течією, вже на самому Уругваї, розташована наступна ГЕС Машадинью.
У межах проекту річку перекрили кам'яно-накидною греблею із бетонним облицюванням висотою 202 метри та довжиною 592 метри, яка потребувала 12,5 млн м3 скельних порід та утримує водосховище з площею поверхні 34,6 км2.
Ресурс зі сховища подається до пригреблевого машинного залу через три напірні водоводи довжиною по 385 метрів та діаметром від 6,2 до 5,5 метра. Зал обладнали трьома турбінами типу Френсіс потужністю по 293,3 МВт, які при напорі у 176,4 метра забезпечують виробництво 3310 млн кВт-год електроенергії на рік.
Під час спорудження станції, окрім зазначеного вище матеріалу, для греблі було використано 335 тис. м3 бетону та 17,8 тис. тонн сталі, а також проведена виїмка 420 тис. м3 породи під час створення підземних споруд.
Видача продукції відбувається по ЛЕП, розрахованій на роботу під напругою 230 кВ.